# Napi Gazdaság
A Napi Gazdaság a rendszerváltás után Magyarországon évtizedeken keresztül független üzleti és pénzügyi hírlap volt, az üzleti élet egyik legfontosabb hírforrása. Tárgyszerű és mértéktartó írásaival a gazdasági és vállalati irányítók, a pénz- és tőkepiaci befektetők döntéseit támogatja. Mondandóját, hangnemét és stílusát 2013-ig a visszafogott és megbízható szakszerűség jellemezte, szerkesztőinek felkészültségét a piac több szakmai díjjal is elismerte.[forrás?] 2013-ban kormányközeli lett, majd 2015-ben átalakulással megszűnt.
A magyar viszonyokhoz képest drága napilapot napi rendszerességgel megtekintők száma 2011-ben mintegy 35 ezer fő volt, akik közül közel 21 ezer üzleti döntéshozó.

## Története
A Világgazdaság napilap eredetileg a Magyar Gazdasági Kamara tulajdonában volt. Innen vált ki az 1991. szeptember 17-én először megjelent Napi Világgazdaság, amikor az akkori budapesti Bécsi úti szerkesztőségből a Világgazdaság  – a kapcsolódó újságírókkal együtt, Gyulai István főszerkesztővel – a Magyar Távirati Iroda (MTI) székházába költözött. A Magyar Gazdasági Kamara a szétválást követően bírósághoz fordult a név és a zöld színű papír használata miatt. A változtatásra kötelező bírósági döntés után, 1992 januárjától használják a Napi Gazdaság elnevezést és 1992. január 15-től 1993. augusztus 31-ig sárga finn újságnyomó papíron jelent meg. Ezt követően fehér alapú volt a Napi Gazdaság 2003-ig.
1992-ben a Co-Nexus Holding Vagyonkezelő Kft. és a Világgazdaság Szerkesztőség Kft. 50-50%-os arányban hozta létre a Napi Gazdaság Kiadói Kft-t 50 millió forintos alaptőkével a Napi Gazdaság kiadására. 1992–1993-ban a lap még jellegzetes portréfotókkal illusztrált volt. A későbbiekben – egészen 2002-ig – szinte teljesen eltűntek a fotók.
A Napi Világgazdaság 1993 júniusáig maradt a Bécsi úti épületben és ekkor költözött a Csata utcai irodaházba.
1998 áprilisában a Co-Nexus Rt. felszámolója, a Duna-Libra Rt. árverésre bocsátotta a kiadót – az 52 millió forintos kikiáltási árról induló céget végül 270 millió forintért vásárolta meg egy befektetői csoport, amelynek képviselője Süle László volt.  Az árverés után nem sokkal a részvények 40%-át átvette a szerkesztőség tagjaiból alakult Napinvest Kft., amelynek többségi tulajdonosa Korányi G. Tamás volt.
Egy tőkeemelés következtében 2001-ben a Napinvest Kft. tulajdonrésze 35%-ra csökkent.
2003. február 3-án jelent meg a lap először lazacszínben, új tördeléssel, arculattal.
2006. december 6-án a Napinvest Kft. megvette a Storyline Kft. 65%-os tulajdonrészét. Az ügylet során a felek a Napi Gazdaság Kiadót és a Napi Online-t mint egymáshoz kapcsolódó médiavállalkozásokat együttesen több mint 800 millió forintra értékelték. A tranzakció 2007 első felében zárult le. A Napi Gazdaság új főszerkesztője Korányi G. Tamás lett, az ügyvezető igazgatói posztot pedig Rónai Balázs töltötte be, aki eddig a Napi Online ügyvezető igazgatója volt.
Süle László a 2007 tavaszáig húzódó eladási ügylet lezárásáig felelős szerkesztőként szerepelt a lap impresszumában. Az ügylet befejezése után április 24-től Baka Zoltán töltötte be a felelős szerkesztői posztot.
2007 júniusában a Közép-európai Média Kiadó és Szolgáltató Zrt. (CEMP) 500 millió forintért 50%-os tulajdont szerzett a Napi Gazdaság Kiadó Kft.-ben, ezzel az eddig „magányosan álló” gazdasági napilap egy most formálódó, főként az internetes médiában erős pozíciókkal rendelkező hazai, magántulajdonban lévő médiacsoporttal lépett stratégiai szövetségre.
A megújult menedzsmenttel rendelkező lap a 21. század nyugat-európai gazdasági sajtójának példáját követve, 2007 augusztusában nemcsak formájában, hanem tartalmában is felfrissült. Könnyen értelmezhető, látványos grafikai elemekkel, több képpel, elemzéssel 24 oldalon jelenik meg. Az üzleti-pénzügyi hírek mellett kiemelt hangsúlyt helyez a hírek, események következményeinek, hatásainak bemutatására. A lap célja, hogy olvasóit mérvadó elemzésekkel, megbízható háttér-információkkal lássa el, amelyek a sikeres üzleti döntéseik meghozatalában nélkülözhetetlenek.
2013 augusztusában a Századvég Gazdaságkutató Zrt. lett az új tulajdonosa. A korábbi honlap, a Napi.hu levált a nyomtatott lapról és önálló üzlet-gazdasági hírportálként működött tovább nagyrészt a régi lap újságíróival. A Napi Gazdaság ezután kormánypárti irányultságú lett.
2014. februárban megújult az újság, ennek keretében új rovatstruktúrával és új layouttal jelentkezett a kiadvány.
2015. április 20-án megvásárolta a lapot kiadó céget Liszkay Gábor, a Magyar Nemzet volt főszerkesztője. Az új tulajdonos jelentősen csökkentette a lap árát, 16-ról 20 oldalasra növelte a terjedelmét és megnövelte a politikai témák terét. Az újság 2015. szeptember 1-től nevet és kinézetet váltott, ezután Magyar Idők címen jelent meg.

### Főszerkesztők
- 1991. szeptember 17-től október 25-ig szerkesztőbizottság vezette a lapot, amelynek elnöke Vince Mátyás volt.
- 1991. október 25-től 1992. február 29-ig Vince Mátyás a főszerkesztő.
- 1992. március 1-től május 30-ig ismét szerkesztőbizottság vezette a lapot, amelynek elnöke Vajna János volt. (Vajna János betegsége miatt lemondott az elnökségről, s 1992 decemberében elhunyt.) 1992 márciusában Joseph Pulitzer-emlékdíjat kapott külpolitikai publicisztikáiért.
- 1992. június 1-től ismét szerkesztőbizottság vitte a lapot október 26-ig.
- 1992. október 27-től 1999. október 1-ig Dankó Ádám. 1999. október 1-jétől Dankó a lap tiszteletbeli főszerkesztője.
- 1999. október 1-től  2000. október 31-ig Both Vilmos
- 2006. december 7-től Korányi G. Tamás
- 2013 augusztusától Barcza György
- 2015. április 20-tól augusztus 31-ig Csermely Péter

## Munkatársak
- 1993. március 16. és 1994. március 31. között K. Nyírő József volt a főszerkesztő-helyettes
- 1998. október 14-től 1999. október 1-ig Both Vilmos főszerkesztő-helyettes

### Felelős szerkesztők
- Práger László (1994. október 5. – 1995. szeptember 30.) (saját kérésére szerkesztőségvezetőként szerepelt a lapban)
- Varga András 1995. december 6-tól 1998. július 1-ig
- Werner Péter 1998. július 2-től 2000. április 15-ig
- Tóth Levente 2000. április 17-től 2002. augusztus 17-éig
- Süle László 2002. augusztus 22-től 2007. április 2-ig
- Baka Zoltán 2007. április 24-től 2009. februárjáig
- Mezősi Tamás 2011. márciusától – 2013. október

### Lapszerkesztők
- Csákó Attila 2014. februártól
- Deák Bálint 2014. júliustól
- Farkas Zsuzsa 2014. januártól
- Leitner Attila 2014. júliustól

## Jellemzői

### Fontosabb rovatok 2011-től
- A nap belföldön
- A nap külföldön
- A nap sztorija
- A nap mérlege
- Napi befektetés
- Napi extra
- Karrier
- Pénzügyeink
- Informatika
- Európai Unió
- Kelet-Európa
- Hírverő
- Ingatlanpiac
- Műtárgypiac
- Reklám – média
- Jogi tanácsadó
- Adótanácsadás
- Csődfigyelő

### Fontosabb rovatok 2013-tól
- Nemzetközi gazdaság
- Magyar gazdaság
- Címlapsztori
- Pénzügyek és piacok
- Álláspont

### Fontosabb színes mellékletek 2011-től
- Napi Pénzügyeink
- Napi Egészségünk
- Logisztika
- Napi Energia
- Napi Informatika
- Napi Négykeréken
- Napi Felelősségvállalás (CSR)
- Napi Innováció
- Élelmiszer-biztonság
- Országmellékletek
- Városbemutató sorozat

### Fontosabb színes mellékletek 2013-tól
- Tematikus mellékletek: Folyamatosan bővülő kínálattal, eddig több mint 40 féle melléklettel és tematikus oldallal segítjük, hogy partnereink hirdetései a termékeknek és szolgáltatásoknak megfelelő szövegkörnyezetben tudjanak megjelenni. Tematikus oldalainkon és mellékleteinken kívül lehetőség van műnyomós mellékletek megjelentetésére is.

### Internetes kiadás
A kiadó a nyomtatott napilap megjelentetésén kívül önálló internetes kiadásával (http://www.napigazdasag.hu) is az olvasók rendelkezésére állt. Az internetes oldal a Napi Gazdaság üzleti, gazdasági tartalomszolgáltató portálja volt. Az oldalra látogatók elolvashatták a lap saját online szerkesztősége által írt híreket, elemzéseket, valamint előfizetés ellenében a Napi Gazdaság összes cikkét – beleértve az 1999-ig visszamenőleges archívumot is.
Az új forma lehetőséget biztosított az új szolgáltatások integrálására, melyek közül legelsőként a real time tőzsdei részvényárfolyam-szolgáltatás indult el. A real time árfolyam-szolgáltatás hasznos kiegészítője volt az oldalon az árfolyamok között már korábban elérhető Java-alapú grafikonrajzolónak, amely kiválóan alkalmas volt a részvénypiac technikai elemzésére.

## Egyéb kiadványok

### A 100 leggazdagabb
A gazdasági napilap mellett a Napi Gazdaság Kiadó számos egyéb kiadványt is megjelentet. Ezek közül kiemelkedik A 100 leggazdagabb, amely a 2007-es, és a 2008-as siker után új szerkezetben, kibővült tartalommal, de a megszokott pontossággal és megbízhatósággal 2009 áprilisában ismét megjelent.
A kiadvány internetes oldala: A 100 leggazdagabb.hu Archiválva 2014. június 14-i dátummal a Wayback Machine-ben

### Napi Ingatlan
2008. márciusban debütált a Napi Ingatlan című, ingatlanpiaci témákkal foglalkozó, magyar-angol nyelvű havi magazin.

### Konferenciák
A Napi Gazdaság és a Napi Online 2001 szeptemberétől folyamatosan szervezett gazdasági szakkonferenciákat, melyek a kapcsolatépítésen túl segítséget nyújtottak mind az üzleti, mind a pénzügyi döntések meghozatalához.

## Díjak
Többször is elnyerte a „Superbrands” minősítést.

## Külső hivatkozások
- Napi.hu – A Napi Gazdaság volt honlapja, 2013-tól önálló üzleti hírportál